# Rza Tahmasib
Rza Tahmasib (Rza Abbasqulu oğlu Təhmasib en azéri), né le 20 avril 1894 à Nakhtchivan et décédé le 14 février 1980 à Bakou, est acteur soviétique azerbaïdjanais, directeur de théâtre et de cinéma, et professeur. Il est artiste du peuple de la RSS d'Azerbaïdjan en 1966.

## Biographie
Rza Tahmasib est issu d'une famille qui appréciait hautement la science et la culture. Sa première apparition sur scène scolaire date de 1907 où il joue le rôle de Tchitchikov dans le spectacle monté d'après le roman de Nikolay Gogol Les âmes mortes. En 1910 il entre en quatrième année de l'école de commerce à Tiflis et, en même temps, il s'inscrit au cercle des amateurs de théâtre.
En 1915 R. Tahmasib arrive à Bakou et travaille dans différents bureaux de gestion. Il enseigne à l'association culturelle et éducative Chafa et donne des cours particuliers. R.Tahmasib est l’auteur d'articles sur le théâtre. Il traduit en azerbaïdjanais le livre de K.S. Stanislavsky Ma vie dans l’art et la pièce de A. Ostrovsky Coupable sans culpabilité.

## Activité théâtrale
En 1922-1924, Rza Tahmasib est directeur artistique au Théâtre national académique dramatique azerbaïdjanais. En 1937-1938, 1953 et en 1959 il est son directeur. Plus tard, il est élu président de la Société théâtrale (à présent Union des hommes de théâtre).
De 1946 jusqu'à la fin de ses jours il enseigne à l’Institut national de théâtre d'Azerbaïdjan.

## Travaux de réalisateur
Les morts de Jalil Mammadkulizade est son premier travail indépendant en tant que réalisateur. En 1941, Reza Tahmasib commence le tournage du film Sabuhi. Le film est achevé en 1943. C’est le premier travail du réalisateur Rza Tahmasib dans le domaine du long métrage. Ce film sur la vie et l'œuvre du grand penseur Mirza Fatali Akhundov découvre des artistes aussi grands que Ismail Dagestanli, Leyla Badirbeyli, Huseynqulu Sarabsky, Agadadash Gurbanov, Movsun Sanani, Mustafa Mardanov. Cependant, son travail le plus réussi en tant que réalisateur au cinéma est Arshin mal alan.
Rza Tahmasib est un acteur. Dans le film de 1947 Fatali Khan, il joue le rôle de Agasi Khan. Son travail d'acteur le plus digne dans le cinéma est Au nom de la loi.